# Pokémon: Zoroark: El Maestro de Ilusiones
Pocket Monsters Diamond and Pearl Genei no Hasha Zoroark (劇場版ポケットモンスターダイヤモンド＆パール 幻影の覇者 ゾロアーク Gekijoban Poketto Monsuta Daiyamondo & Paru: Genei no Hasha Zoroāku?, Pocket Monster Diamante y Perla la Película: El maestro de las ilusiones, Zoroark), conocida en Estados Unidos como Zoroark: Master of Illusions, es la decimotercera película basada en el anime de Pokémon y se distribuyó en todos los cines japoneses a partir del 10 de julio de 2010.

## Sinopsis
Faltan solo dos días para que dé inicio el mundial de Bálfut Pokémon y por supuesto, Ash, Dawn/Maya y Brock no piensan perderse tan esperado evento que tendrá lugar en Ciudad Corona. Aún más cuando las expectativas están puestas sobre Kodai, un empresario cuya visión del futuro (literalmente hablando) lo ha llevado al éxito y el cual ya ha anunciado públicamente que participará en el torneo con su equipo conformado por nada más ni nada menos que el trío legendario Suicune, Entei y Raikou.
Cae la noche y en medio del cielo un enorme aeroplano sobrevuela el mundo Pokémon. En su interior se encuentra el distinguido Kodai y sus dos asistentes Goone y Rowena, el primero es su guardaespaldas personal y la segunda su secretaria. Sin embargo, en lo más profundo de aquella nave aguarda un gran secreto, una especie jamás antes vista es mantenida en cautiverio junto a un Pokémon que ha criado como su hijo. Zoroark y Zorua son los nombres de estos dos Pokémon respectivamente, los cuales son sometidos a pruebas bajo las órdenes de Kodai.
Esa misma noche, cuando Goone planeaba confinar a Zorua lejos de su madre, este pequeño Pokémon se las ingenia y logra escapar del aeroplano quedando así a la deriva en un bosque a las afueras de Ciudad Corona. Por su parte Ash y sus amigos que habían tomado un atajo hacia su destino, se pierden en ese mismo bosque. Después de un rato de caminar entre frondosos árboles, los protagonistas visualizan a la cría de Zoroark que se ha metido en problemas con un grupo de Vigoroth salvajes, así que estos deciden intervenir y solucionar el conflicto. Ash, Brock y Dawn/Maya quedan perplejos antes las habilidades de Zorua y su traviesa personalidad. Además su capacidad de comunicarse con los humanos telepáticamente le permite a Zorua contarles a los protagonistas que necesita reencontrar a su "Mima".
Faltando poco para el amanecer siguiente y a un día de la inauguración de la copa del mundo, Kodai finalmente aterriza en ciudad Corona y pone en marcha su oscuro plan. Él le da instrucciones a Zoroark para que atemorice la ciudad bajo la amenaza de hacerle daño a su cría de no llevar a cabo el trabajo. Dicho plan consiste en que Zoroark se transforme en cada uno de los perros legendarios y ataque a la ciudad utilizando sus ilusiones.
Zoroark logra engañar a los habitantes de Corona que ante la amenaza son evacuados del centro de la ciudad y restringen el ingreso a los visitantes que recién llegan para presenciar el Bálfut Pokémon. Mientras tanto, en las afueras entre la confundida multitud, Ash y sus amigos en compañía de Zorua tratan de averiguar lo sucedido. Entonces en una de las pantallas de televisión de la calle aparece la imagen de Kodai arguyendo que el ataque de los perros legendarios se debe a que están siendo controlados por el peligroso Pokémon llamado Zoroark y que hasta que no termine la operación para cazarlo, no podrá ingresar ninguna otra persona salvo él y sus ayudantes.
El pequeño Zorua que por supuesto sabe que lo que dice Kodai no es cierto decide ir en busca de su madre y les explica a Brock, Dawn/Maya y Ash que el malvado no es más que aquel empresario. Al escuchar esto, Karl, un reportero que se encontraba cerca, decide intervenir y los protagonistas no tienen más opción que contarle la verdad. Mientras tanto en la parte de la ciudad que ha sido aislada, Kodai comienza la búsqueda de una misteriosa onda del tiempo dejada por Celebi en uno de sus viajes hacia el actual presente.
Con la ayuda de Karl, Ash y compañía logran infiltrarse en la zona de la ciudad que ha sido desalojada, pero son sorprendidos por Kodai y su guardaespaldas que inmediatamente los encierran en una jaula y los llevan hasta el aeroplano para que estos no intervengan en la búsqueda. En ese momento, Rowena que se encontraba a cargo de la nave decide ir a hablar secretamente con los recién capturados para ayudarlos a escapar pues ella en realidad era una compañera de Karl y reportera al igual que él, que se había infiltrado en la empresa de Kodai como secretaria. Rowena además les cuenta a los protagonistas que el objetivo de Kodai es apoderarse de la onda del tiempo para conseguir el poder de ver el futuro igual a como lo hizo veinte años atrás a costa de acabar con toda la vegetación de la ciudad.
Alertados por las acciones de Zoroark, los verdaderos perros legendarios como fieles guardianes de la ciudad acuden a esta para enfrentar al siniestro Pokémon maestro en ilusiones. Entonces todo el lugar se convierte en un campo de batalla, donde Zoroark hace lo posible para defenderse. Por fortuna la lucha es detenida a tiempo gracias a los Pokémon que viven en la ciudad quienes explican a Suicune, Entei y a Raikou que Zoroark no es el responsable de tales desastres. Aclarado esto, ahora el destino de Ciudad Corona depende de quien llegue primero hasta la onda temporal. Ash, que se había adelantado para llevar a Celebi hasta dicho punto termina siendo interceptado e inmovilizado por Kodai. Entonces aparece Zoroark que tras enfrentarse a Kodai logra engañarlo con una de sus ilusiones hasta que llega el trío legendario a custodiar la onda del tiempo. A pesar de esto y debido a todos los golpes recibidos, Zoroark queda gravemente herida y sin fuerza vital, Zorua intenta hacer despertar a su madre, logrando crear una gran ilusión la cual mostraba el hogar de origen de Zorua y Zoroark. Celebi al ver la tristeza de todos ante semejante sacrificio toma la energía de la onda y con ella recupera por completo a Zoroark. De esta manera gracias a las acciones de humanos y Pokémon, Kodai es puesto al descubierto ante los ojos del mundo y atrapado por las autoridades, Zorua al fin puede reunirse con su madre y regresar a su hábitat natural, y la ciudad que logró conservar el verdor de su vegetación pudo presenciar uno de los eventos más importantes del mundo Pokémon.

## Personajes

### Humanos
Ash Ketchum (サトシ Satoshi?)
 Seiyū: Rica Matsumoto
Dawn/Maya (ヒカリ Hikari?)
 Seiyū: Megumi Toyoguchi
Brock (タケシ Takeshi?)
 Seiyū: Yūji Ueda
Jessie (ムサシ Musashi?)
 Seiyū: Megumi Hayashibara
James (コジロウ Kojirō?)
 Seiyū: Shinichirō Miki

### Pokémon
Pikachu (ピカチュウ?)
 Seiyū: Ikue Otani
Meowth (ニャース Nyarth?)
 Seiyū: Inuko Inuyama
Raikou (ライコウ?)
 Seiyū: Katsuyuki Konishi
Entei (エンテイ	?)
 Seiyū: Kenta Miyake
Suicune (スイクン Suikun?)
 Seiyū: Kiyotaka Furushima
Celebi (セレビィ	 Serebyi?)
 Seiyū: Rie Kugimiya
Zoroark (ゾロアーク Zoroāku?)
 Seiyū: Romi Paku
Zorua (ゾロア?)
 Seiyū: Kurumi Mamiya

## Recepción
Zoroark: Master of Illusions recibió críticas mixtas y mayormente positivas por parte de la audiencia y los fanes. En el sitio web Rotten Tomatoes la audiencia le dio una aprobación de 71%, basada en más de 400 votos, con una calificación promedio de 3.8/5. En la página web IMDb tiene una calificación de 6.3 basada en más de 700 votos. 
En la página Anime News Network posee una puntuación aproximada de 7 (bueno), basada en más de 80 votos, mientras que en MyAnimeList tiene una calificación de 7.1, basada en más de 13 000 votos.